# Baleo
Baleo ist ein osttimoresischer Ort im Suco Meligo (Verwaltungsamt Cailaco, Gemeinde Bobonaro). Er liegt im Nordosten der Aldeia Mude, auf einer Meereshöhe von 740 m. Der Berg Lesululi erhebt sich im Nordosten. Südlich fließt der Sahalolo, der zum System des Nunura gehört. Auf der anderen Seite des kleinen Wasserlaufs liegt das Dorf Lesuaben. Östlich liegt das Dorf Poerema (Suco Goulolo)
Nur kleine Wege führen in die Siedlung. Straßen, die das Dorf mit der Außenwelt verbinden, fehlen.